# Pojok Rejo
Pojok Rejo is een bestuurslaag in het regentschap Jombang van de provincie Oost-Java, Indonesië. Pojok Rejo telt 3987 inwoners (volkstelling 2010).